# Pseudostenophylax squamolineatus
Pseudostenophylax squamolineatus is een schietmot uit
de familie Limnephilidae. De soort komt voor in het Oriëntaals gebied.